# Instytucja kredytowa
Instytucja kredytowa – przedsiębiorstwo, którego działalność polega na przyjmowaniu depozytów lub innych funduszy podlegających zwrotowi od klientów oraz na udzielaniu kredytów na własny rachunek.
W polskim prawie bankowym to podmiot mający swoją siedzibę za granicą Rzeczypospolitej Polskiej na terytorium jednego z państw członkowskich Unii Europejskiej, prowadzący we własnym imieniu i na własny rachunek, na podstawie zezwolenia właściwych władz nadzorczych, działalność polegającą na przyjmowaniu depozytów lub innych środków powierzonych pod jakimkolwiek tytułem zwrotnym i udzielaniu kredytów lub na wydawaniu pieniądza elektronicznego.